# Matonge
Matonge (uitgesproken [matɔŋge]) is een wijk in de Brusselse gemeente Elsene. De wijk wordt soms ook wel "Klein Zaïre" genoemd.
De wijk is gelegen tussen de Waversesteenweg en de Elsensesteenweg, vlak onder de Kleine Ring nabij de Naamsepoort. Na de Dipenda in 1960 begonnen zich Congolezen in Brussel te vestigen, wat voordien nauwelijks was gebeurd. Vaak ging het om studenten of diplomaten, maar er waren ook handelaars zoals Jean Lubanda, die zijn stoffenwinkel Matonge noemde, naar de drukke handelswijk in Kinshasa. De naam van de zaak ging over op de Elsense wijk, waar in de jaren 60 mensen van Afrikaanse, vooral Congolese afkomst elkaar vonden in clubs en cafés. Het Brusselse Maison Africaine (Afrikaans Huis, Maisaf) verhuisde in 1969 naar de wijk en herbergde er een honderdtal zwarte studenten. In de loop der jaren is de wijk een mengelmoes geworden van gegoede studenten en armere vluchtelingen en studenten. De lokale middenstand richt zich op Afrikaanse en Europese klanten.
Oorspronkelijk bezochten Congolezen de wijk. Later volgden andere Afrikanen (uit Rwanda, Burundi, Mali en Senegal). In de jaren 1990 transformeerde Matonge geleidelijk van een uitgaanswijk tot de eerste aankomstplaats voor Afrikaanse immigranten. De wijk kreeg een slechte reputatie door toenemende criminaliteit. Het doodschieten van Monga Fololo door de politie op 15 februari 2001 leidde tot rellen. Er werd ingezet op nabijheidspolitie en ook de lokale organisatie Conservatoire Bayaya droeg bij tot de opwaardering van Matonge. In de wijk werd in 2007 het standbeeld Au-delà de l'espoir geplaatst. Na de Congolese verkiezingen waren er in december 2011 betogingen tegen president Kabila, die uitmondden in relletjes.

## Trivia
De gemeente Elsene weigerde een openbaar plein in Matonge te vernoemen naar de eerste democratisch gekozen Congolese politicus Patrice Lumumba: dit “zou kunnen aanzetten tot geweld” in het hart van een wijk met mensen met Afrikaanse roots. Buurgemeente Brussel dacht anders over zo’n eerbetoon. De door toedoen van België in 1961 vermoorde Congolese premier kreeg in 2018 zijn plein: de Patrice Lumumba Square bij het metrostation Naamsepoort werd toen ingehuldigd, precies op de grens met Elsene.

## Voetnoten
1. ↑  Sarah Demart, "De la distinction au stigmate. Matonge, un quartier congolais dans Bruxelles", in: Les Cahiers de la fonderie, 2008, nr. 38, p. 58-62
2. ↑  ‘Zwart of wit, iedereen komt naar hier om te genezen’, De Standaard, 29 juni 2019. Gearchiveerd op 9 november 2022.
3. ↑  Matonge na de rellen, De Standaard, 24 februari 2001. Gearchiveerd op 4 juli 2019.
4. ↑  Vanderstappen, Tom, Facing the truths of Belgium’s colonial past: The unresolved case of Patrice Lumumba’s death. The Brussels Times Magazine. The Brussels Times (11 september 2018). Geraadpleegd op 1 december 2024.

Berkendaal · Boondaal · Matonge · Flagey · Neder-Elsene · Opper-Elsene · Solbos · Tenbos